# 圣于连昂热讷瓦
圣于连昂热讷瓦（法語：Saint-Julien-en-Genevois，法語發音：[sɛ̃ ʒyljɛ̃ ɑ̃ ʒənvwa] ⓘ），法国东部城市，奥弗涅-罗讷-阿尔卑斯大区上萨瓦省的一个市镇，同时也是该省的一个副省会，下辖圣于连昂热讷瓦区，其市镇面积为10.59平方公里，2022年1月1日时人口数量为15,925人，在法国城市中排名第615位。
圣于连昂热讷瓦位于上萨瓦省西北部，其北侧与瑞士日內瓦州接壤，是日内瓦的一个郊区卫星城，同时也是一个区域性的中心城市，A40和A41两条高速公路在此交汇，另有铁路和多条省道过境。

## 地名来源
根据当地官方网站的论述，“St-Julien”一名在1253年的一份文件中就已出现；“-en-Genevois”这一后缀自1893年起成为当地官方名称的一部分。
“圣于连”（Saint-Julien）得名自殉教者布里尤德的圣朱利安。法语人名“Julien”在日常人名译名以及《世界人名翻譯大辭典》、《法语姓名译名手册》等主流人名译名类书籍资料中译作“朱利安”，不过在《世界地名翻译大辞典》、《世界地名译名词典》和《法国地图册》等主流地名译名类书籍资料中译作“于连”。“热讷瓦”即日内瓦的形容词形式，其为日内瓦周边的一片地区，位于法瑞两国，“昂热讷瓦”意为“在热讷瓦地区”。
此外，圣于连昂热讷瓦所处区域历史上曾通行法兰克-普罗旺斯语，截至2024年11月，“Saint-Julien-en-Genevois”在该语言对应的维基百科条目标题拼写为“Sant-Jelien (Genevês)”。

## 历史

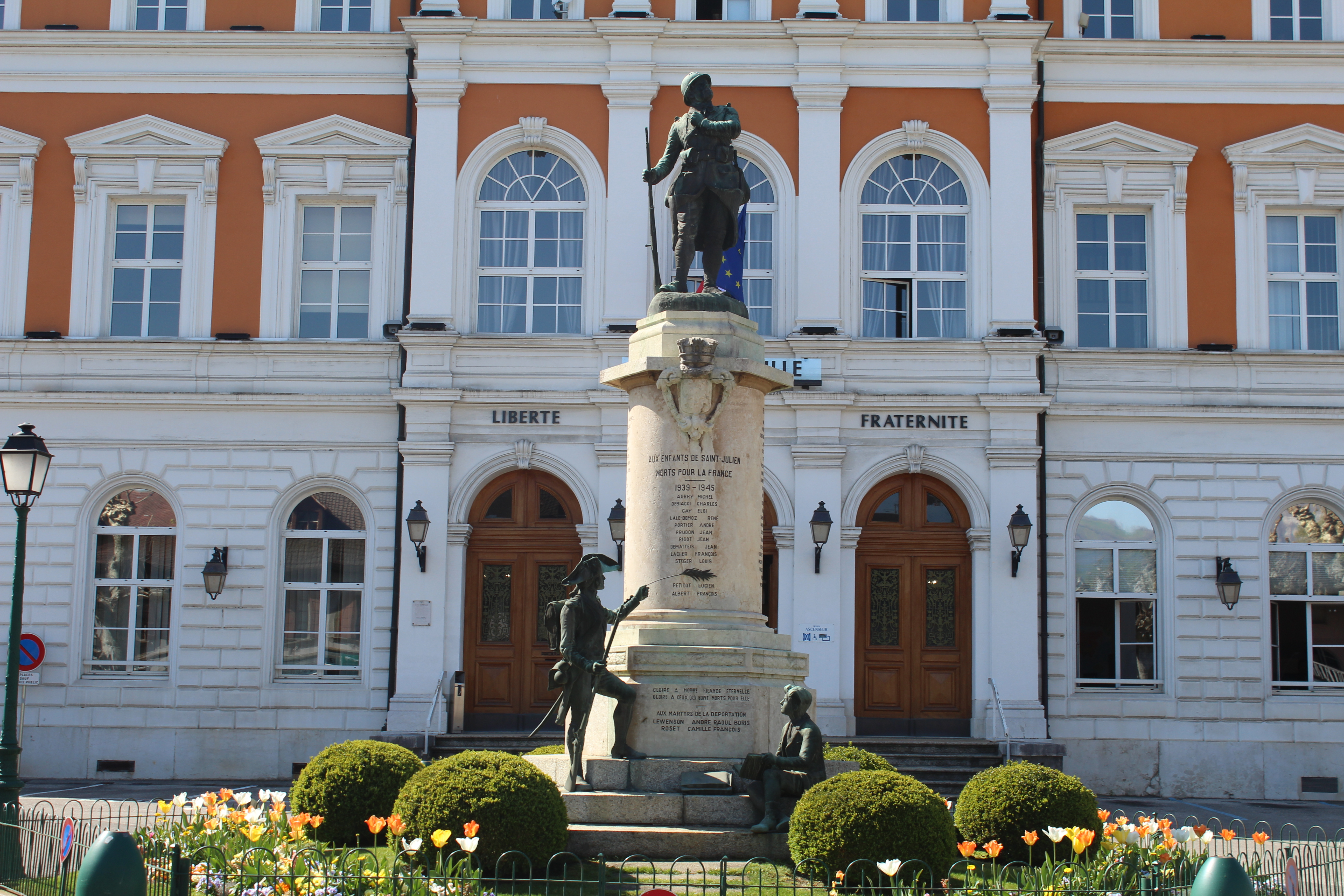
市政厅前方的烈士纪念碑

圣于连昂热讷瓦的早期历史尚不清楚。根据当地官方网站的论述，圣于连昂热讷瓦最初于公元1253年被提及，彼时该地为泰尔尼耶（Ternier，现为圣于连昂热讷瓦的一个街区）伯国的一部分，该区域15世纪后被划入日内瓦伯国。16世纪后，圣于连逐渐代替泰尔尼耶成为这一地区的中心城镇。宗教战争期间，伯尔尼天主教徒占领圣于连直至1564年。1602年登城节后，卡洛·埃马努埃莱一世与日内瓦统治者签署《圣于连条约》，圣于连及日内瓦保持独立地位。17世纪末至18世纪间，圣于连多次遭遇外敌入侵。法国大革命后，圣于连于1798年成为莱芒省的一个市镇，并成为该省的一个县治。拿破仑滑铁卢战役失败后，根据《1815年巴黎条约》，莱芒省被萨丁王国控制，圣于连被划入卡鲁日行省。1838年该行省被撤销，圣于连被划入日内瓦行省。1860年《都灵条约》签订后，原圣于连所在的莱芒省南部区域归还法国，并与原勃朗峰省的北部部分组建成为上萨瓦省；与此同时，圣于连所在的法瑞边境地带被设立为自由贸易区，旨在加强该区域与日内瓦及瑞士之间的经济交流，该自由贸易区于1919年被撤销。自20世纪60年代以来，得益于日内瓦的城市扩张，圣于连昂热讷瓦人口数量快速增加。1933年，圣于连昂热讷瓦被设立为上萨瓦省的一个副省会。1965年，泰里（Thairy）整体并入圣于连昂热讷瓦。

## 地理

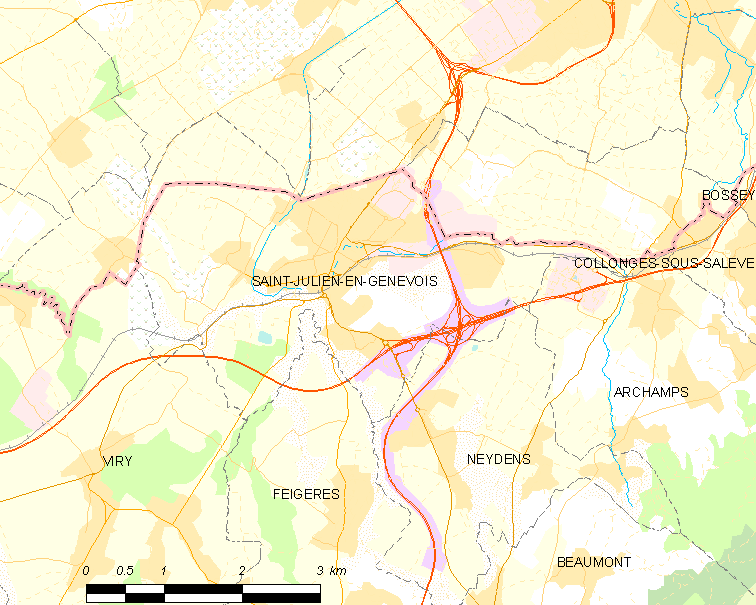
圣于连昂热讷瓦市镇范围地图

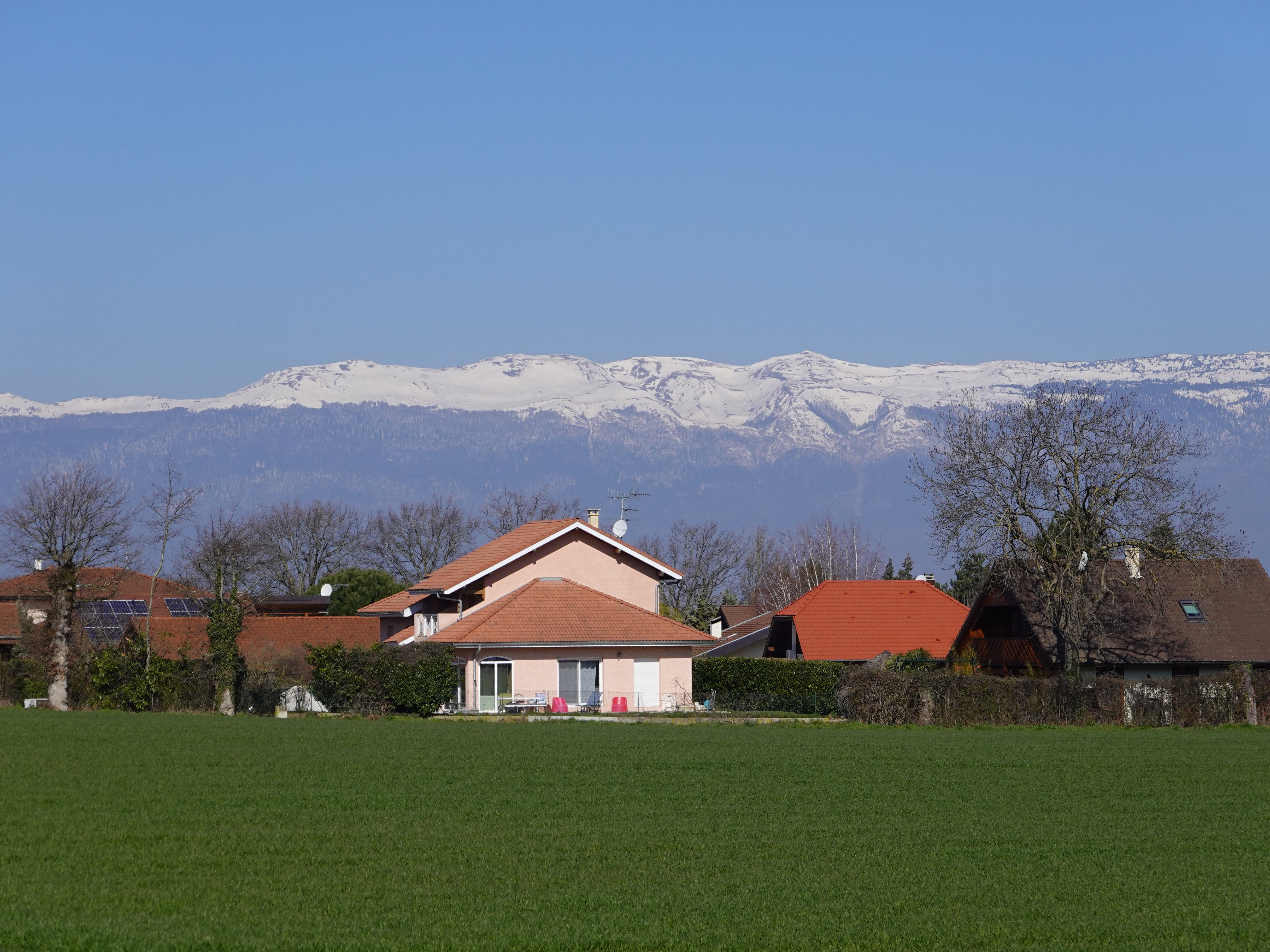
圣于连昂热讷瓦附近的Lathoy村落及后方的萨莱沃山

圣于连昂热讷瓦位于法国东部，奥弗涅-罗讷-阿尔卑斯大区东北部和上萨瓦省西北部，其北侧与瑞士接壤，距离省会阿讷西大约34公里。与圣于连昂热讷瓦接壤的法国市镇包括：阿尔尚、费热尔、内当和维里。

### 地形
圣于连昂热讷瓦位于法国日内瓦地区腹地，境内以浅丘和山地为主，市镇中心位于一处河谷右岸的台地上，核心区域地势较为平坦，南部沿河地带有明显的高差，全境海拔在427到750米之间。

### 水文
圣于连昂热讷瓦位于罗讷河流域范围内，艾尔河自南向北流经市镇中心西侧，其右岸支流泰尔尼耶溪（ruisseau de Ternier）在此与其交汇。此外市镇范围西南部还有奥尼湖（Lac d'Ogny）。

### 植被
圣于连昂热讷瓦属于温带阔叶混交林区，林地多分布于河流附近及坡地地带，市镇中心的维克多·雨果广场（Place Victor Hugo）及白马花园（Jardin du Cheval Blanc）是当地的一处城市绿地。
在鲜花城市的评比中，圣于连昂热讷瓦暂未被评级。

### 气候
圣于连昂热讷瓦在柯本气候分类法中属于带有大陆性气候特征的温带海洋性气候（Cfb）。
距离圣于连昂热讷瓦最近的常年气象站位于阿尔尚境内，以下为该气象站的数据（其中日照数据取自日内瓦）：
| 阿尔尚 1981年－2019年 | 阿尔尚 1981年－2019年 | 阿尔尚 1981年－2019年 | 阿尔尚 1981年－2019年 | 阿尔尚 1981年－2019年 | 阿尔尚 1981年－2019年 | 阿尔尚 1981年－2019年 | 阿尔尚 1981年－2019年 | 阿尔尚 1981年－2019年 | 阿尔尚 1981年－2019年 | 阿尔尚 1981年－2019年 | 阿尔尚 1981年－2019年 | 阿尔尚 1981年－2019年 | 阿尔尚 1981年－2019年 |
| 月份                  | 1月                   | 2月                   | 3月                   | 4月                   | 5月                   | 6月                   | 7月                   | 8月                   | 9月                   | 10月                  | 11月                  | 12月                  | 全年                  |
| --------------------- | --------------------- | --------------------- | --------------------- | --------------------- | --------------------- | --------------------- | --------------------- | --------------------- | --------------------- | --------------------- | --------------------- | --------------------- | --------------------- |
| 历史最高温 °C（°F）   | 17.7 (63.9)           | 19.3 (66.7)           | 23 (73)               | 27.4 (81.3)           | 32.3 (90.1)           | 35.6 (96.1)           | 37.6 (99.7)           | 37.9 (100.2)          | 30.6 (87.1)           | 25.1 (77.2)           | 19.7 (67.5)           | 19.5 (67.1)           | 37.9 (100.2)          |
| 平均高温 °C（°F）     | 3.6 (38.5)            | 6.3 (43.3)            | 10.8 (51.4)           | 14.6 (58.3)           | 20 (68)               | 24 (75)               | 26 (79)               | 25 (77)               | 19.6 (67.3)           | 14.5 (58.1)           | 7.8 (46.0)            | 4.3 (39.7)            | 14.7 (58.5)           |
| 日均气温 °C（°F）     | 1.2 (34.2)            | 2.9 (37.2)            | 6.4 (43.5)            | 9.5 (49.1)            | 14.4 (57.9)           | 18 (64)               | 20 (68)               | 19.4 (66.9)           | 14.8 (58.6)           | 10.8 (51.4)           | 5 (41)                | 1.9 (35.4)            | 10.4 (50.7)           |
| 平均低温 °C（°F）     | −1.3 (29.7)           | −0.5 (31.1)           | 2 (36)                | 4.5 (40.1)            | 8.9 (48.0)            | 12 (54)               | 13.9 (57.0)           | 13.7 (56.7)           | 10.1 (50.2)           | 7.1 (44.8)            | 2.2 (36.0)            | −0.5 (31.1)           | 6 (43)                |
| 历史最低温 °C（°F）   | −11.5 (11.3)          | −13.4 (7.9)           | −12.2 (10.0)          | −6.1 (21.0)           | −1 (30)               | 2.9 (37.2)            | 6 (43)                | 5.1 (41.2)            | 1 (34)                | −4.1 (24.6)           | −9 (16)               | −14.4 (6.1)           | −14.4 (6.1)           |
| 平均降水量 mm（）     | 96.3 (3.79)           | 82.2 (3.24)           | 89.3 (3.52)           | 94.1 (3.70)           | 97.1 (3.82)           | 91.2 (3.59)           | 89.5 (3.52)           | 109.7 (4.32)          | 123.9 (4.88)          | 116.2 (4.57)          | 103 (4.1)             | 107.2 (4.22)          | 1,199.7 (47.23)       |
| 月均日照時數          | 59                    | 88.9                  | 154.1                 | 176.3                 | 197                   | 234.7                 | 262.9                 | 237                   | 189.2                 | 118.4                 | 67.1                  | 50.1                  | 1,834.7               |
| 来源：infoclimat.fr   |                       |                       |                       |                       |                       |                       |                       |                       |                       |                       |                       |                       |                       |

## 行政区划
圣于连昂热讷瓦的市镇编号为74243，邮政编号为74160。
在行政管理方面，圣于连昂热讷瓦隶属于法国奥弗涅-罗讷-阿尔卑斯大区上萨瓦省圣于连昂热讷瓦区；在地方选举方面，圣于连昂热讷瓦是圣于连昂热讷瓦县的中央投票站所在地，其市镇范围全境被划入上萨瓦省第四选区；在社会管理方面，圣于连昂热讷瓦是热讷瓦市镇公共社区的组成部分。
圣于连昂热讷瓦市镇范围内的圣乔治-泰里公路街区（Saint Georges - Route De Thairy）为城市政策优先街区，该街区自2015年起实行街区自治制度。
法国国家统计与经济研究所（简称“INSEE”）在进行数据统计时，将圣于连昂热讷瓦及相邻的另外33个市镇设为日内瓦-阿讷马斯城市核心区，并将包括核心区在内的周边共114个市镇划为日内瓦-阿讷马斯城市区。自2020年起，日内瓦-阿讷马斯城市区被包含158个市镇的日内瓦-阿讷马斯城市辐射区代替。此外，INSEE还将圣于连昂热讷瓦市镇分为了4个“块区”（IRIS），以便于统计人口分布情况。

## 交通

### 公路
A40和A41两条高速公路以及上萨瓦省省道D1201线和D1206线在圣于连昂热讷瓦境内交汇。奥弗涅-罗讷-阿尔卑斯城际巴士（商业名称为“Cars Région”）下属的Y11线、Y13线和日内瓦公交272路停靠圣于连昂热讷瓦，可直通阿讷马斯、弗朗日以及日内瓦机场等地。
| 13 | 2.5 |

| 阿讷西 | 35 |

| 阿讷马斯 | 18 |

| 瓦尔瑟罗讷 | 32 |

2021年，74.5%的圣于连昂热讷瓦家庭拥有至少一辆私人汽车。2022年，圣于连昂热讷瓦境内共发生各类交通事故5起，造成2人遇难，4人受伤，其中2人重伤。

### 铁路

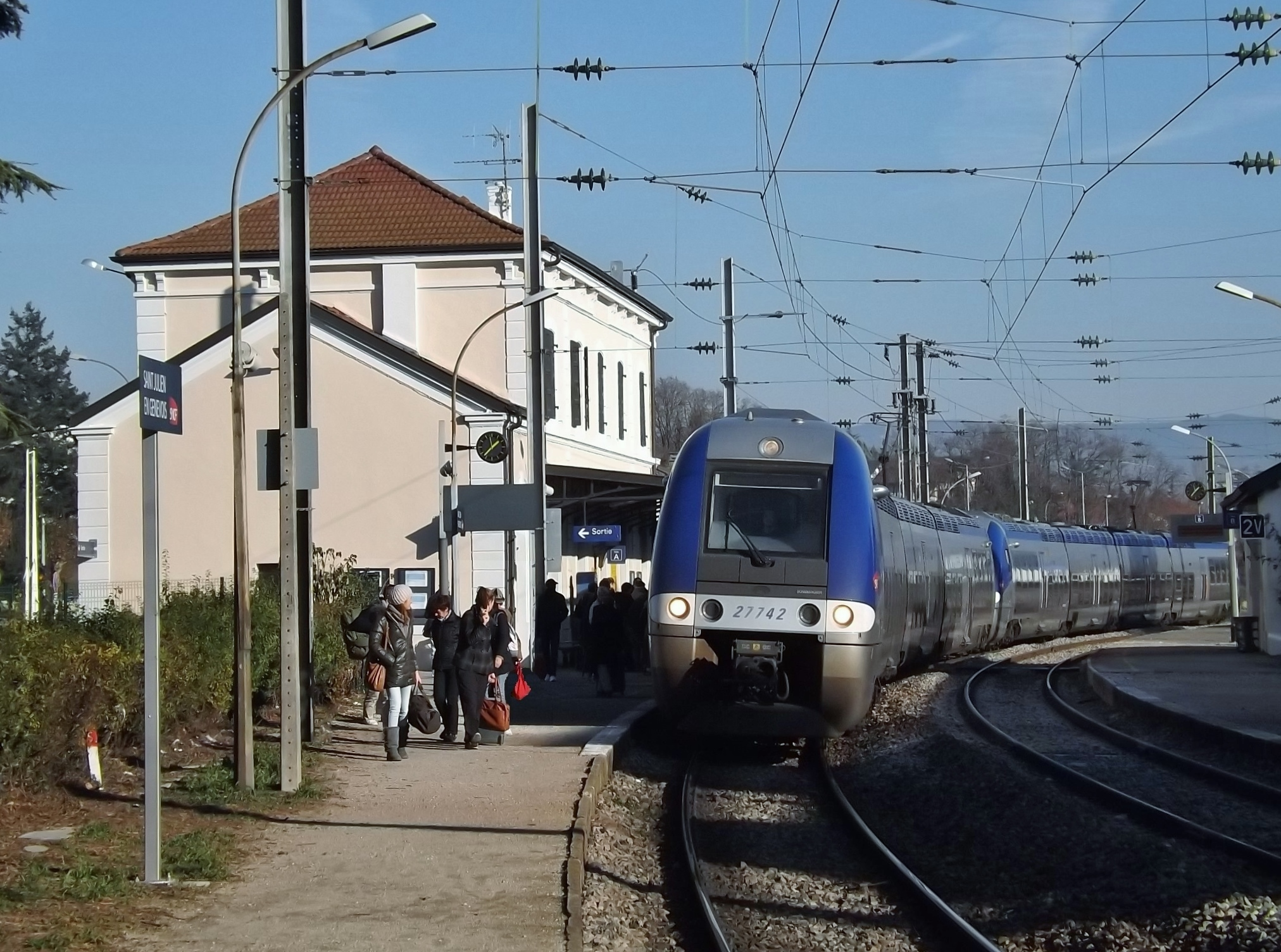
圣于连昂热讷瓦火车站内停靠的区域列车

圣于连昂热讷瓦位于隆日赖-莱阿—勒布沃雷铁路上。圣于连昂热讷瓦站位于市区南部，停靠往返于贝勒加德和埃维昂莱班/圣热尔韦莱班一线的区域列车，周末及节假日部分班次可直通里昂。

### 航空
圣于连昂热讷瓦距离日内瓦机场的公路里程大约13公里。

### 城市公共交通
日内瓦公共交通（商业名称为“TPG”）下属的日内瓦公交M线、N线、80路和272路经过圣于连昂热讷瓦市区。

## 政治

### 市政内阁

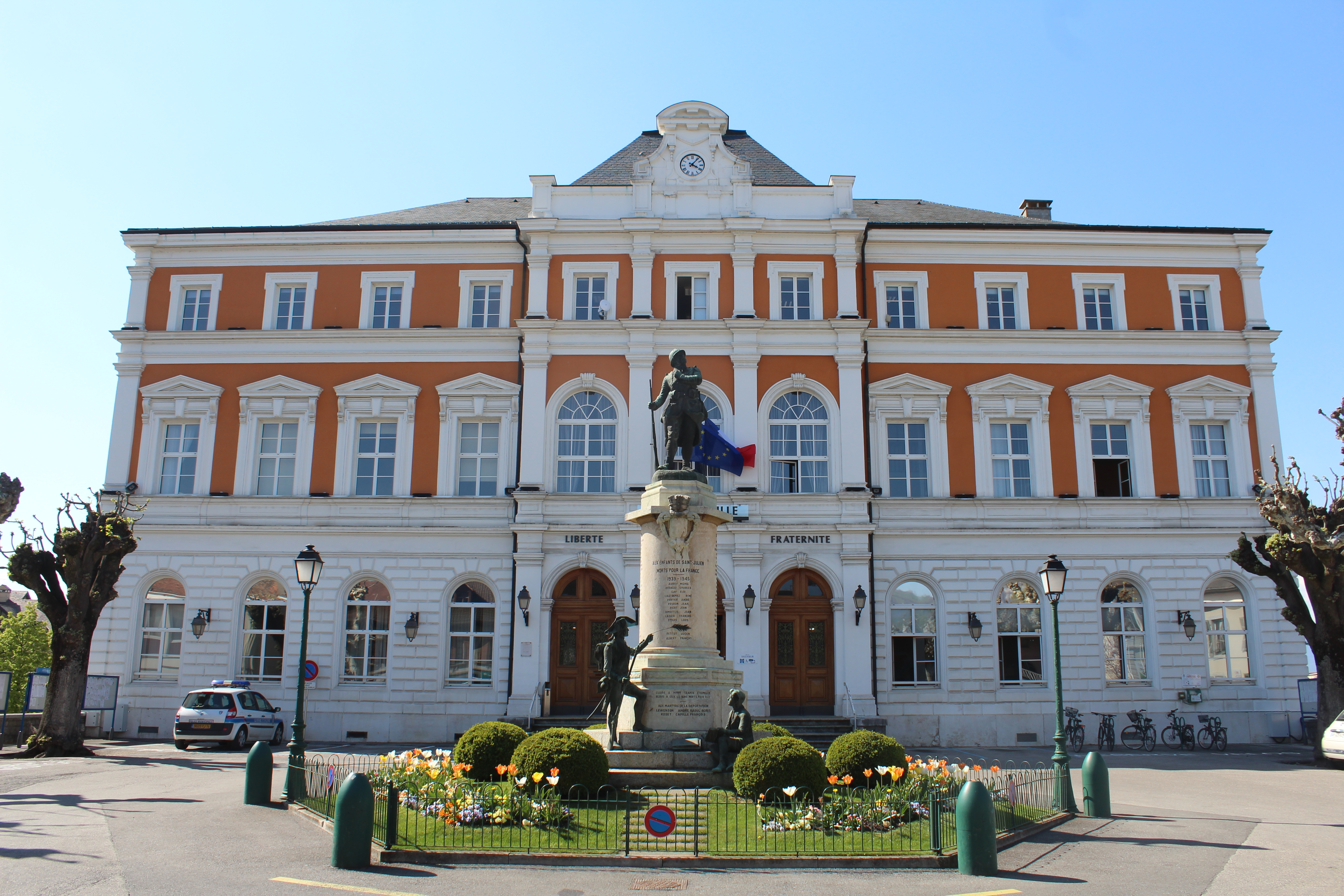
圣于连昂热讷瓦市政厅

圣于连昂热讷瓦的现任市长为韦罗妮克·勒科舒瓦女士（Véronique LECAUCHOIS），她是社会党的一名成员，在2020年的市政选举中获得了59.87%的支持率。
| 圣于连昂热讷瓦历届市长 | 圣于连昂热讷瓦历届市长                 | 圣于连昂热讷瓦历届市长  |
| 任期                   | 市长                                   | 党派                    |
| ---------------------- | -------------------------------------- | ----------------------- |
| 1944年－1947年         | Léon COLLET 莱昂·科莱                  | 不详                    |
| 1947年－1971年         | Jean PISSARD 让·皮萨尔                 | DVD右翼无党派人士       |
| 1971年－1977年         | Paul DESJACQUES 保罗·德雅克            | 不详                    |
| 1977年－1979年         | Lucien DELBREUVE 吕西安·代尔布勒夫     | 不详                    |
| 1979年－1989年         | Pierre MAZEAUD 皮埃尔·马佐             | RPR保衛共和聯盟         |
| 1989年－2001年         | Henri JOUBER 亨利·茹贝尔               | RPR保衛共和聯盟         |
| 2001年－2014年         | Jean-Michel THÉNARD 让-米歇尔·泰纳尔   | PS社会党                |
| 2014年－2020年         | Antoine VIELLIARD 安托万·维耶利亚尔    | MoDem民主运动           |
| 2020年－               | Véronique LECAUCHOIS 韦罗妮克·勒科舒瓦 | DVC混杂中间派 →PS社会党 |

### 各级选举
| 圣于连昂热讷瓦历届投票选举结果 | 圣于连昂热讷瓦历届投票选举结果 | 圣于连昂热讷瓦历届投票选举结果 | 圣于连昂热讷瓦历届投票选举结果 | 圣于连昂热讷瓦历届投票选举结果   | 圣于连昂热讷瓦历届投票选举结果 | 圣于连昂热讷瓦历届投票选举结果 | 圣于连昂热讷瓦历届投票选举结果   | 圣于连昂热讷瓦历届投票选举结果 | 圣于连昂热讷瓦历届投票选举结果 |
| 选举项目                       | 选举范围                       | 选区单位                       | 选区单位内的选举结果           | 选区单位内的选举结果             | 选区单位内的选举结果           | 选区单位内的选举结果           | 选区单位内的选举结果             | 选区单位内的选举结果           | 参考资料                       |
| 选举项目                       | 选举范围                       | 选区单位                       | 第一轮胜出者                   | 第一轮胜出者                     | 支持率                         | 第二轮胜出者                   | 第二轮胜出者                     | 支持率                         | 参考资料                       |
| ------------------------------ | ------------------------------ | ------------------------------ | ------------------------------ | -------------------------------- | ------------------------------ | ------------------------------ | -------------------------------- | ------------------------------ | ------------------------------ |
| 2017年法國總統選舉             | 法國                           | 市镇                           |                                | 埃马纽埃尔·马克龙                | 27.93%                         |                                | 埃马纽埃尔·马克龙                | 77.67%                         | [ 29 ]                         |
| 2017年法国立法选举             | 上萨瓦省第四选区               | 市镇                           |                                | 劳拉·德万                        | 41.94%                         |                                | 劳拉·德万                        | 51.23%                         | [ 29 ]                         |
| 2019年欧洲议会选举             | 法國                           | 市镇                           |                                | 纳塔莉·卢瓦索                    | 29.37%                         | （不适用）                     | （不适用）                       | （不适用）                     | [ 31 ]                         |
| 2021年法国省级选举             | 上萨瓦省                       | 县                             |                                | 维尔日妮·迪比-米勒 热拉尔·朗贝尔 | 61.59%                         |                                | 维尔日妮·迪比-米勒 热拉尔·朗贝尔 | 69.79%                         | [ 32 ] [ 33 ]                  |
| 2021年法国省级选举             | 上萨瓦省                       | 市镇                           |                                | 维尔日妮·迪比-米勒 热拉尔·朗贝尔 | 57.07%                         |                                | 维尔日妮·迪比-米勒 热拉尔·朗贝尔 | 62.42%                         | [ 32 ] [ 33 ]                  |
| 2021年法国大区选举             |                                | 市镇                           |                                | 洛朗·沃基耶                      | 35.57%                         |                                | 洛朗·沃基耶                      | 50.23%                         | [ 34 ]                         |
| 2022年法国总统选举             | 法國                           | 市镇                           |                                | 埃马纽埃尔·马克龙                | 33.19%                         |                                | 埃马纽埃尔·马克龙                | 70.72%                         | [ 29 ]                         |
| 2022年法国立法选举             | 上萨瓦省第四选区               | 市镇                           |                                | 维尔日妮·迪比-米勒               | 28.61%                         |                                | 维尔日妮·迪比-米勒               | 66.08%                         | [ 29 ]                         |
| 2024年欧洲议会选举             | 法國                           | 市镇                           |                                | 若尔丹·巴尔代拉                  | 20.57%                         | （不适用）                     | （不适用）                       | （不适用）                     | [ 29 ]                         |
| 2024年法国立法选举             | 上萨瓦省第四选区               | 市镇                           |                                | 维尔日妮·迪比-米勒               | 39.21%                         |                                | 维尔日妮·迪比-米勒               | 76.04%                         | [ 29 ]                         |

## 人口
2021年，圣于连昂热讷瓦市镇人口数量为15,840，在法国排名第615位。其中男性7,817人，女性8,023人，75岁及以上人口占5.1%，外籍人口数量为4,154人，人口密度为1,496人/平方公里，当地居民被称为（男性）或（女性）。2022年，圣于连昂热讷瓦境内出生192人，死亡人口78人。
| 圣于连昂热讷瓦1901年－2021年人口变化情况 |
|                                          |
| 数据来源：Cassini、INSEE                 |

## 经济
圣于连昂热讷瓦是一个区域性的中心城市。截至2024年11月，圣于连昂热讷瓦市镇范围内共有各类用人单位（包含自雇）2,006家，平均历史为13年，其中93.35%为中小型企业（PME），2024年9月至11月间，当地的经济活力指数为0。（制药）、（公共交通）及（金属加工）是当地2022年已公布营业额最高的三个企业，分别为6,857,267欧元、6,224,622欧元和5,532,604欧元。

## 财政与居民收入
2022年，圣于连昂热讷瓦的财政收入总额为21,908,000欧元，财政支出总额为17,512,200欧元，当年的债务总额为23,622,000欧元。2022年，圣于连昂热讷瓦市镇通过增值税获得1,912,940欧元的收入，此外当地还共获得了1,357,850欧元的国家直接财政补助。
| 圣于连昂热讷瓦居民收入情况                       | 圣于连昂热讷瓦居民收入情况 | 圣于连昂热讷瓦居民收入情况 | 圣于连昂热讷瓦居民收入情况 |
| 内容                                             | 圣于连昂热讷瓦             | 法国                       | 统计年份                   |
| ------------------------------------------------ | -------------------------- | -------------------------- | -------------------------- |
| 征税家庭总数                                     | 5,924                      | 1,081（法国市镇平均）      | 2022年                     |
| 居民平均月收入                                   | 2,141欧元                  | 2,435欧元                  | 2022年                     |
| 高级职员人均月收入                               | 3,954欧元                  | 4,331欧元                  | 2021年                     |
| 中级职员人均月收入                               | 2,292欧元                  | 2,470欧元                  | 2021年                     |
| 普通职员人均月收入                               | 1,687欧元                  | 1,801欧元                  | 2021年                     |
| 贫困率                                           | 15%                        | 14.5%                      | 2020年                     |
| 青壮年（15至64岁）失业率                         | 12.6%                      | 7.4%                       | 2020年                     |
| 征税家庭数量占比                                 | 38.3%                      | 45.5%                      | 2020年                     |
| 家庭年均纳税                                     | 4,639欧元                  | 4,393欧元                  | 2022年                     |
| 资料来源：INSEE、L'Internaute、Le Journal du Net |                            |                            |                            |

## 社会事务

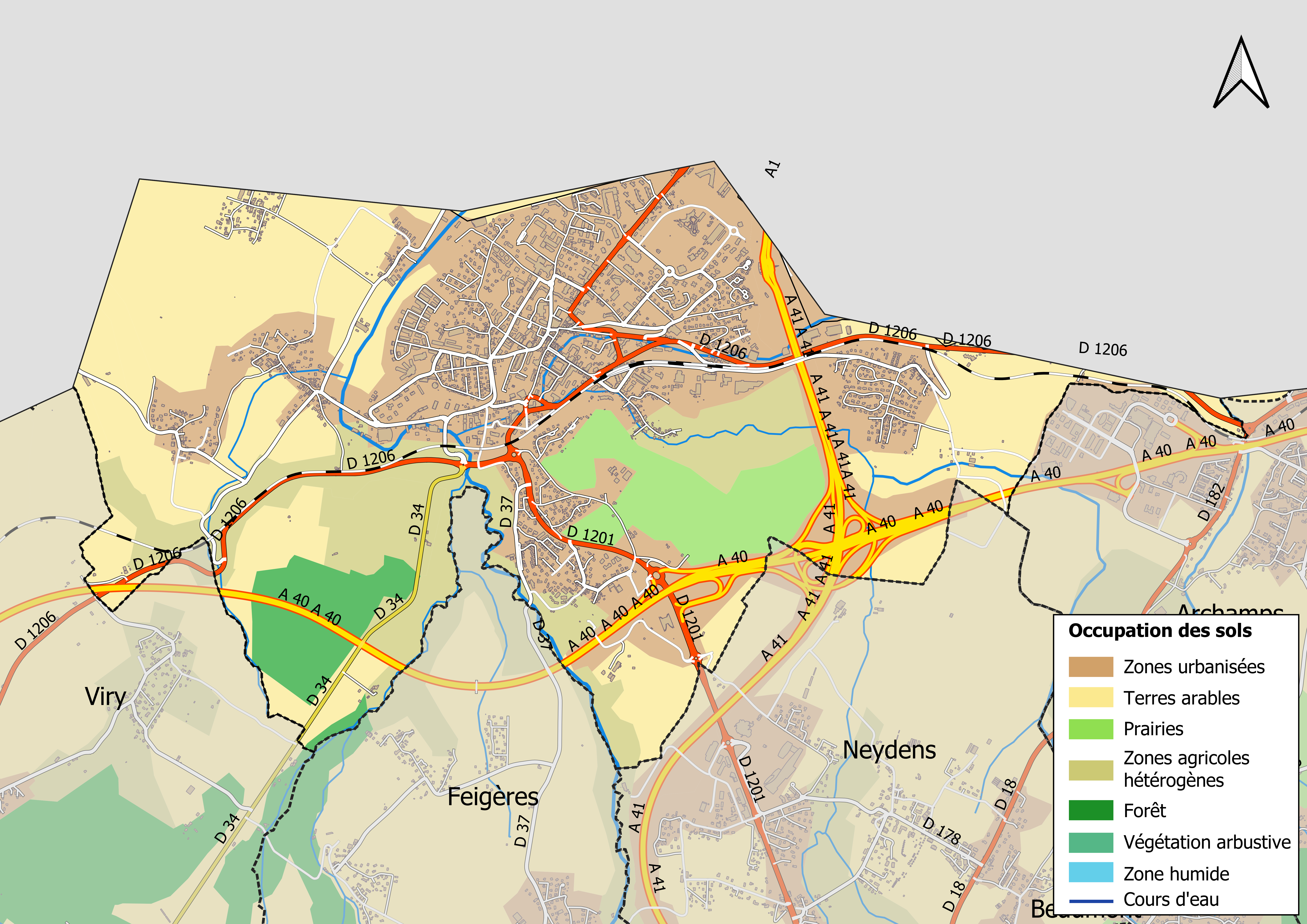
圣于连昂热讷瓦土地利用情况地图

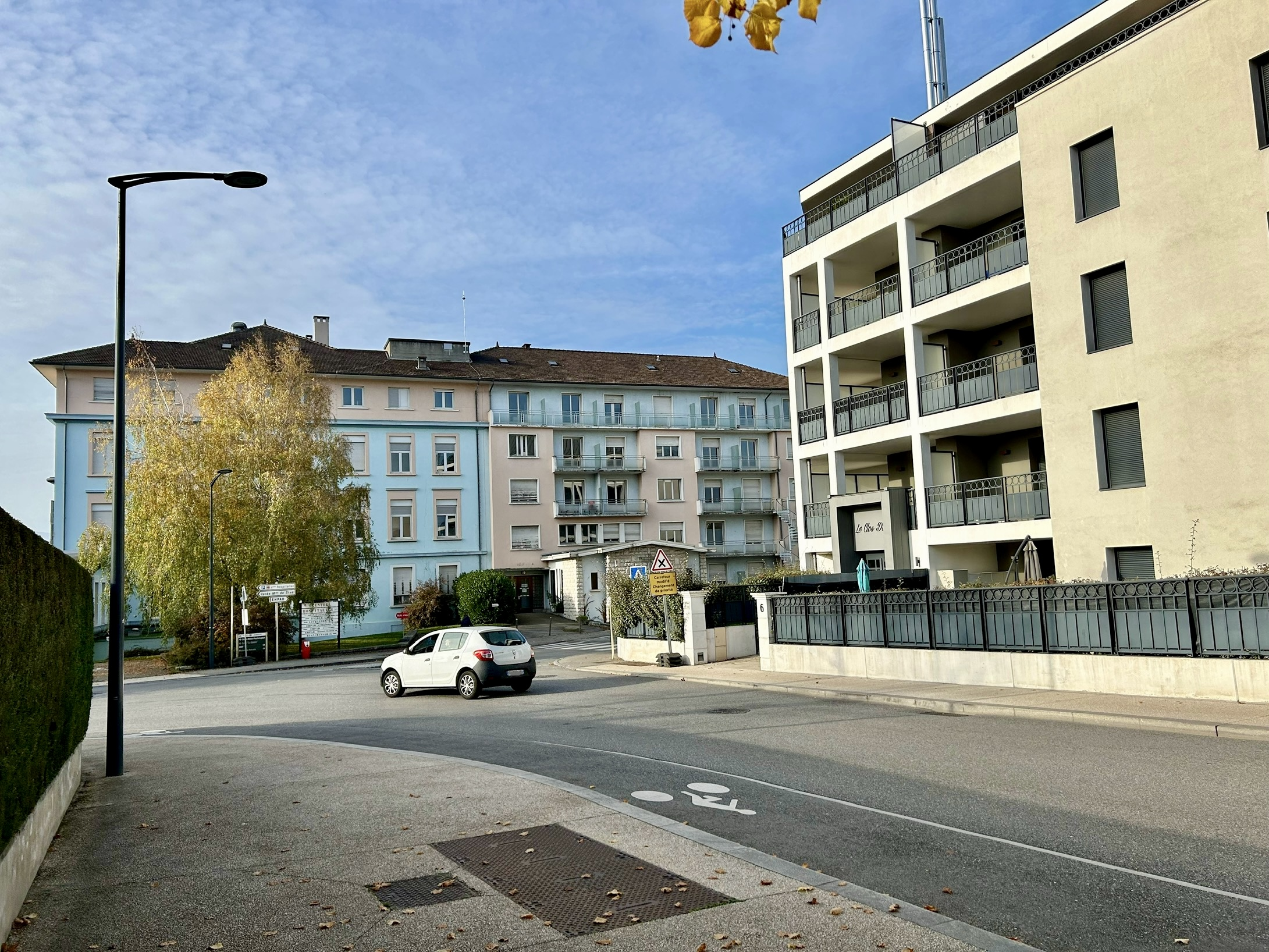
汝拉街

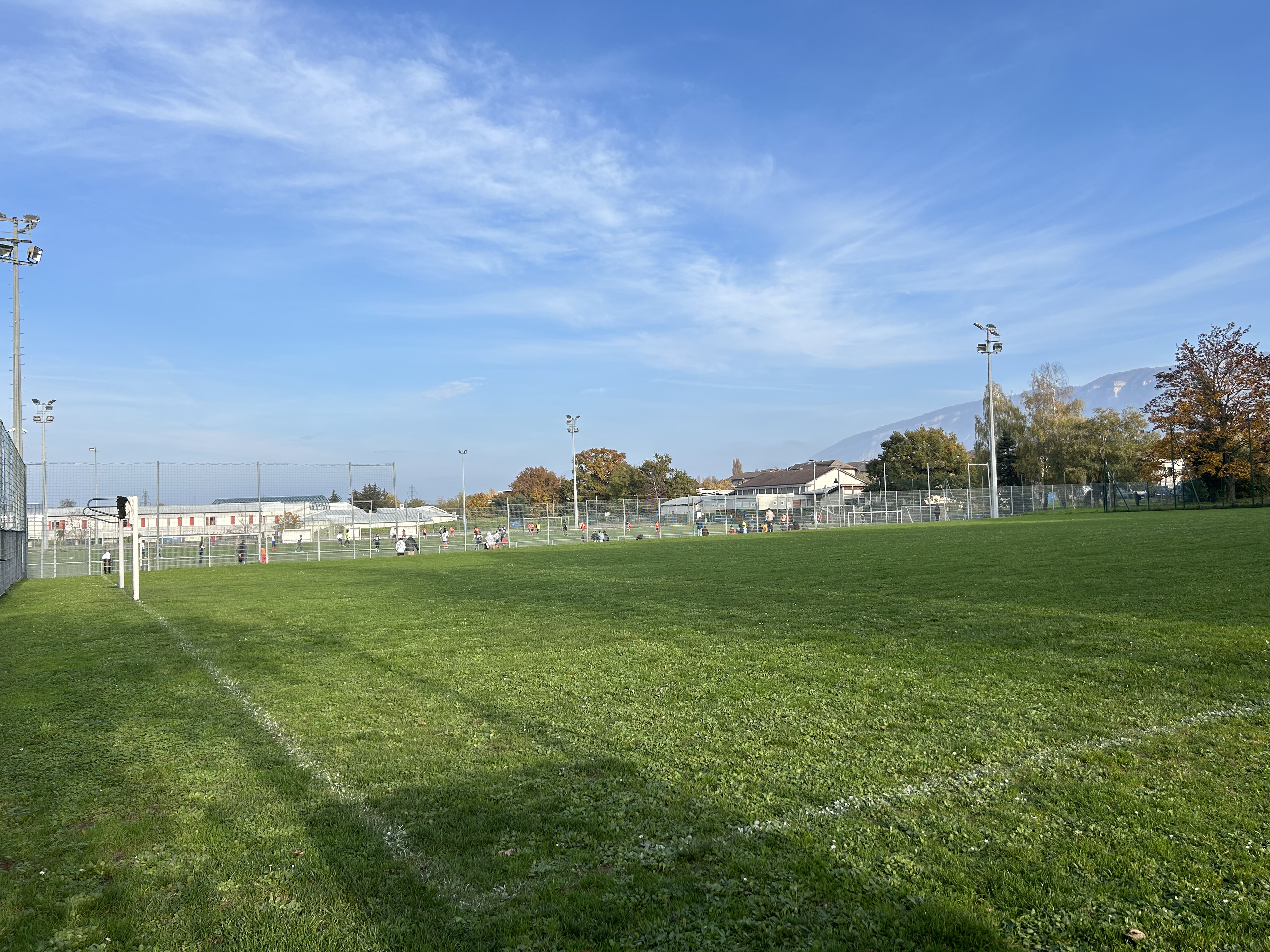
勃艮第人球场

### 教育
圣于连昂热讷瓦属于格勒诺布尔学区。截至2023年1月1日，圣于连昂热讷瓦境内共有6所小学、3所初级中学和2所普通高中。2022至2023学年度，圣于连昂热讷瓦境内共有在校中等教育阶段学生3,388名。

### 医疗
截至2023年1月1日，圣于连昂热讷瓦境内共有全科医生10名、保健师12名、牙医20名、护士6名、耳科医生1名、眼科医生1名、皮肤科医生1名、儿科医生1名和妇科医生2名。境内共有药房4家、养老院1家。
距离圣于连昂热讷瓦最近的区域性医疗机构为阿讷西-热讷瓦中心医院（Centre Hospitalier Annecy Genevois），该机构在圣于连昂热讷瓦市区设有一处病区，该院设有床位235个，是圣于连昂热讷瓦区内规模最大的公立综合性医院。

### 住房
2021年，圣于连昂热讷瓦境内共有各类住房8,747套，其中14.6%为独立式住宅，84.7%为集中式住宅。常住房屋占圣于连昂热讷瓦市镇范围内居民建筑总量的85.7%。
在住房保障政策方面，2023年，圣于连昂热讷瓦境内共有1,880户家庭获得了家庭津贴补助，受益人数占总人口数量的11.9%，其中950份为房租补助。

### 商业
2021年，圣于连昂热讷瓦境内共有各类实体商铺306家，其中餐厅39家、大型超市7家、杂货店4家、面包房7家、肉铺9家、书店4家、装饰品店1家、银行门店11家、美容美发店24家、汽车维修店16家。圣于连昂热讷瓦镇中心和北侧各建有一家家乐福超市，市区东部则建有Grand Frais和Lidl超市。

### 体育
2023年，圣于连昂热讷瓦境内共有4间体育馆、1座综合体育场、1处网球场、3处足球或橄榄球场以及2处篮球或排球场。
截至2024年11月，圣于连昂热讷瓦境内暂无任何注册足球俱乐部。

### 环境
圣于连昂热讷瓦的环境事务由其所属的热讷瓦市镇公共社区联合各级政府协调负责。2021年，圣于连昂热讷瓦境内共有2家污染企业。

### 治安
2021年，圣于连昂热讷瓦市镇范围内共有1处宪兵队。
2023年，圣于连昂热讷瓦市镇范围内累计记录各类案件885起，其中盗窃类案件364起，人身侵犯类案件221起，毒品交易类案件164起。

## 文化

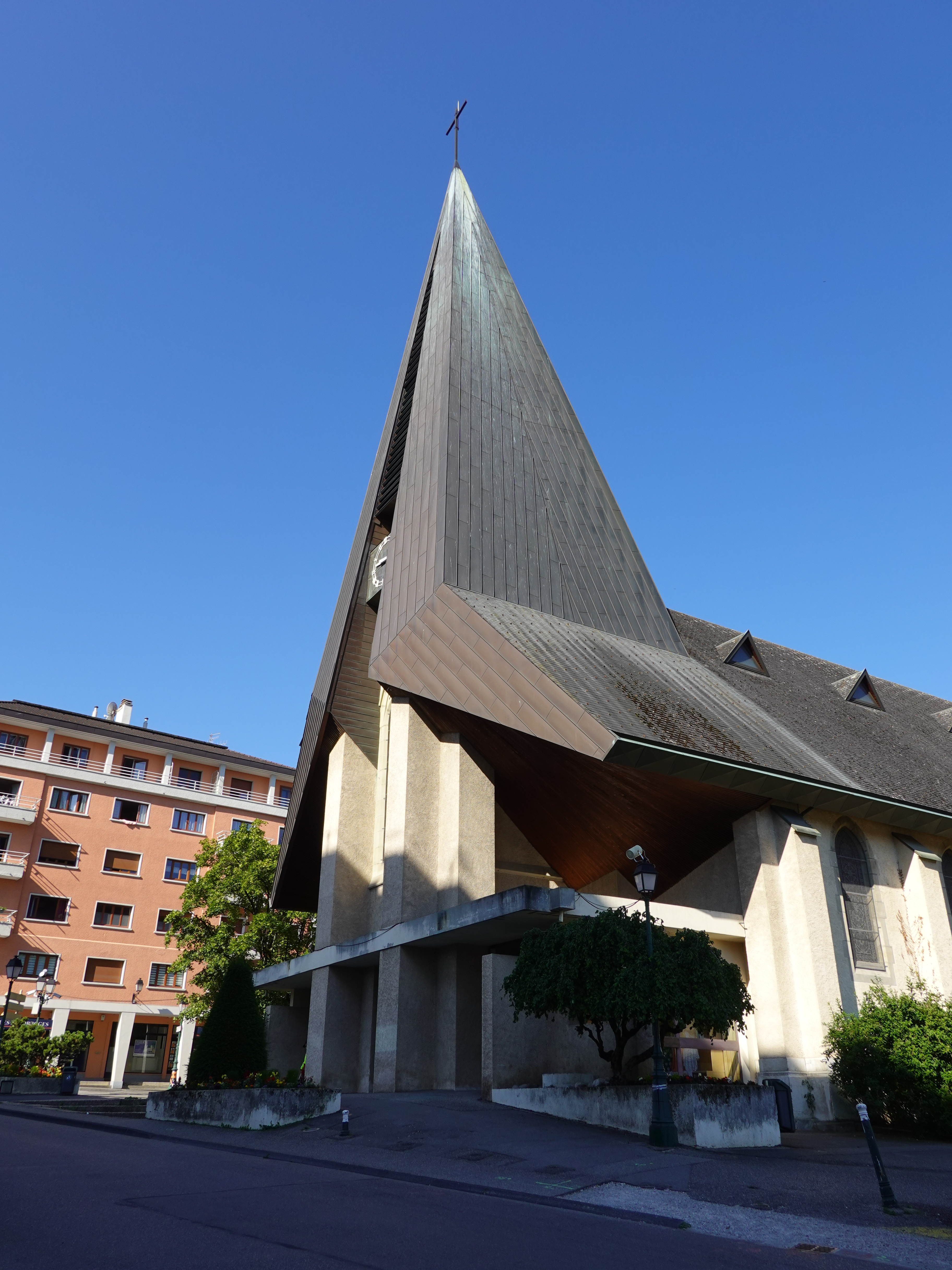
圣朱利安教堂

2023年，圣于连昂热讷瓦境内共有1家电影院。圣于连昂热讷瓦境内建有市政图书馆（Bibliothèque Municipale），每周一、二、三、五、六向公众开放。

### 建筑
圣于连昂热讷瓦境内有多处历史建筑，其中镇中心的布里尤德的圣朱利安教堂（Église Saint-Julien de Brioude de Saint-Julien-en-Genevois）是当地的地标性建筑物。

### 旅游
圣于连昂热讷瓦的旅游事务由其所属的热讷瓦市镇公共社区联合各级政府协调负责。2024年，圣于连昂热讷瓦境内共有2家酒店共计113间房间。

### 媒体
法国主要的媒体均可在圣于连昂热讷瓦接收，法国电视三台下属的奥弗涅-罗讷-阿尔卑斯大区频道在部分时段播出圣于连昂热讷瓦所在上萨瓦省的地方新闻。蓝色法兰西萨瓦地区广播、勃朗峰广播、勃朗峰电视台、《信使报》等是当地主要的地方性媒体，此外因靠近日内瓦，当地亦可接收到部分来自日内瓦的广播信号。

## 相关人物
法国自行车运动员雅克·米肖、滑雪运动员埃德加·格罗斯皮龙和足球运动员尤尼斯·卡布尔出生于圣于连昂热讷瓦。

## 友好城市
截至2024年11月，圣于连昂热讷瓦共与一座城市建立了友好城市关系：
- 德国 默辛根（1990年）